# Selaginella banksii
Selaginella banksii är en mosslummerväxtart som beskrevs av Arthur Hugh Garfit Alston. Selaginella banksii ingår i släktet mosslumrar, och familjen mosslummerväxter. Inga underarter finns listade i Catalogue of Life.